# Ryszard Michałowski
Ryszard Michałowski (ur. 21 listopada 1941 w Brodnicy, zm. 1 maja 2014 roku) – generał dywizji Wojska Polskiego, naczelny prokurator wojskowy-zastępca prokuratora generalnego RP w latach 1990–2001.
Po ukończeniu Liceum Ogólnokształcącego w Brodnicy studiował w latach 1959–1964 na Wydziale Prawa Uniwersytetu Adama Mickiewicza w Poznaniu. W 1966 powołany został do zawodowej służby wojskowej. Prokurator Wojskowej Prokuratury Garnizonowej w Elblągu i Prokuratury Pomorskiego Okręgu Wojskowego w Bydgoszczy. W latach 1984–1990 był szefem Wojskowego Sądu Garnizonowego w Olsztynie. Od 1990 do 2001 był naczelnym prokuratorem wojskowym-zastępcą prokuratora generalnego RP. 21 listopada 2001 został przeniesiony w stan spoczynku po ukończeniu 60 roku życia.
W 2000 roku został odznaczony Krzyżem Oficerskim Orderu Odrodzenia Polski.

## Awanse
- generał brygady – 1993[potrzebny przypis]